# Surat Airport
Surat Airport är en flygplats i Indien.   Den ligger i distriktet Sūrat och delstaten Gujarat, i den västra delen av landet, 1 000 km sydväst om huvudstaden New Delhi. Surat Airport ligger 6 meter över havet.
Terrängen runt Surat Airport är mycket platt.  Närmaste större samhälle är Surat, 12,9 km nordost om Surat Airport.